# Louis-Antoine-Cyprien Infernet
Louis-Antoine-Cyprien dell'Infernet (Nizza, 11 luglio 1756 – Tolone, 4 maggio 1815) è stato un ammiraglio francese.
Dopo aver combattuto durante la guerra d'indipendenza americana, nel 1792 entrò nella Marina rivoluzionaria. Partecipò alla battaglia di Trafalgar al comando del vascello da 80 cannoni Intrépide.

## Biografia
Louis-Antoine-Cyprien dell'Infernet nacque a Nizza, allora possedimento sabaudo l'11 luglio 1756, figlio di Joseph-Pierre Infernet e di Marie-Madeleine Fabre. L'8 maggio 1770 si imbarcò per la prima volta come apprendista marinaio sul brigantino Marie Désirée al comando del capitano Joseph Fabre, un parente di sua madre. Passò poi sulCheval Marin, armato a Tolone, su cui trascorse sei anni, divenendo mozzo il 26 gennaio 1771, e poi scrivano di bordo dal settembre 1773. Sul Cheval Marin compì alcune crociere in Levante

### La guerra di indipendenza americana
Il 9 marzo 1776 entrò nella Marine royale prestando servizio sulla fregata da osservazioneAtalanteoperante in Levante, dapprima come marinaio, e poi come timoniere. A bordo di tale nave partecipò a un combattimento contro i pirati nel golfo di Calamita. Il 14 aprile 1777 si imbarca come timoniere sul vascello da 64 cannoni Provence, su cui compie una crociera in Mediterraneo (aprile-dicembre 1777). Il 28 febbraio si imbarca come aiuto pilota sul vascello da 64 cannoni Vaillant, appartenente alla squadra navale dell'ammiraglio Charles Henri d'Estaing destinata ad operare in America del Nord durante la guerra d'indipendenza americana. Tra l'aprile 1778 e il novembre 1779 prende parte a molti combattimenti, partecipando alla presa di Santa Lucia, di Grenada e al blocco di Savannah. Tra giugno e dicembre del 1780 presta servizio come aiuto pilota sul vascello da 110 cannoni Le Terrible.
Nel gennaio 1781 passa sul vascello da 74 cannoni Scipion, dove il 15 dello stesso mese viene promosso ufficiale ausiliario. Il 27 febbraio dello stesso anno passa come primo pilota sul vascello da 74 cannoni César, facente parte della squadra navale dell'ammiraglio François Joseph Paul de Grasse (febbraio 1781-aprile 1782). A bordo di tale nave partecipò al combattimento di Fort Royal (Martinica), alla presa di Tobago, alla battaglia della baia di Chasepeake (5 settembre 1781) alla capitolazione di Yorktown, alle operazioni vicino a San Cristobal, e alla battaglia delle Saintes avvenuta il 12 aprile 1782 contro flotta inglese dell'ammiraglio George Brydges Rodney. Durante tale battaglia, che vide la sconfitta della flotta francese, il vascello César fu disalberato, e dovette ammainare la sua bandiera. L'esplosione della santabarbara, avvenuta verso le ore 22:00, causò la morte di 400 francesi e 50 inglesi. Infernet, ferito alla gamba destra, fu tra i 35 membri dell'equipaggio salvati dagli inglesi, finendo prigioniero di guerra.
Dopo la sua liberazione riprese servizio sulla corvetta Poulette (giugno-ottobre 1785), e ritornò alla vita civile nel corso del 1785, ottenendo il diploma di capitano mercantile il 23 novembre 1786. Il 28 dicembre dello stesso anno, a Tolone, convolò a giuste nozze con la signorina Marie Henriette Richard. La sua carriera nella marina mercantile continuò e il 3 aprile 1787 si imbarcò a Marsiglia come secondo sul Sourveillante, passando quindi sulla Honorine.
Nel dicembre 1790 si imbarcò sulla Solide, al comando del capitano Étienne Marchand, che il 14 dicembre salpò dalla Francia per tentare la circumnavigazione del globo, effettuando nel contempo tutta una serie di studi marittimi. La nave si diresse verso Capo Horn, raggiunse le isole Marchesi, la costa nord-ovest dell'America del Nord, la Cina, l'Ile de France, il capo di Buona Speranza, raggiungendo la madrepatria il 15 agosto 1792. Al suo rientro in Francia era in corso la Rivoluzione francese, e con lo scoppio della guerra con l'Inghilterra il 18 ottobre entrò nella Marina rivoluzionaria con il grado di sottotenente di vascello.

### Le guerre rivoluzionarie francesi
Il 10 dicembre prese servizio a bordo del brigantino Tarleton operante nel Mediterraneo. L'11 febbraio 1793 prese servizio sulla fregata Minerve, e fu nominato tenente di vascello il 1º marzo dello stesso anno. Il 27 aprile assunse il comando della fregata Vestale. L'8 maggio 1794 (19 floréal dell'Anno II) fu promosso al grado di capitano di vascello di terza classe, assumendo il comando del vascello da 74 cannoni Guerrier appartenente alla squadra di Tolone agli ordini dell'ammiraglio Pierre Martin. Combatté durante la battaglia di Capo Noli, sulla costa ligure, avvenuta tra il 13 e il 15 marzo 1795. Tra il 20 aprile 1797 e il 16 marzo 1798 esercitò le funzioni di comandante del porto di Bastia, e il 17 marzo dello stesso anno fu promosso al grado di capitano di vascello di 1ª classe ritornando a Tolone. Il 24 ottobre 1799 assunse il comando del vascello da 74 cannoni Le Généreux, incarico mantenuto fino al 15 dicembre dello stesso anno. Il 19 ottobre 1802 ricevette il comando della fregata Rhin appartenente alla squadra navale dell'ammiraglio Pierre Charles Silvestre de Villeneuve. Il 5 febbraio 1804 (15 piovoso dell'anno XII) venne insignito del titolo di cavaliere della Legion d'onore, per essere nominato ufficiale il 14 giugno dello stesso anno (25 pratile). Il 22 luglio 1805, nell'ambito delle operazioni navali per l'invasione dell'Inghilterra, la sua nave prese parte alla battaglia di Capo Finisterre.
Assunto il comando del vascello da 74 cannoni Intrépide il 29 luglio 1805 partecipò attivamente alla battaglia di Trafalgar avvenuta il 21 ottobre dello stesso anno. Durante la battaglia il suo vascello si trovò circondato da un numero crescente di navi nemiche che via via raggiunsero la cifra di sei vascelli. Completamente disalberato, con 306 uomini dell'equipaggio fuori combattimento, di cui 206 deceduti, ricevette l'intimazione di arrendersi. Mentre la nave stava lentamente affondando sotto i suoi piedi egli rispose in dialetto nizzardo: Jamai de la vida, lou miéu batéau es pintat de nòu!. Ferito alla mano destra, viene trasferito e portato a bordo dell'Orion come prigioniero di guerra, e successivamente trasferito in Inghilterra. Rientrò in Francia il 15 aprile 1806 in seguito ad uno scambio di prigionieri, l'Imperatore in persona lo ricevette, assieme ad un altro eroe di Trafalgar, il capitano di vascello Lucas e al ministro della Marina Decrès, il 4 maggio dello stesso anno a Saint-Cloud. Congratulandosi per il loro comportamento tenuto durante la battaglia, li decorò con la Croce di commendatore della Legion d'Onore.
Tornato a Tolone, il 1º luglio 1807 assunse il comando del nuovo vascello da 80 cannoni Robuste per passare il 3 febbraio 1808 al comando del vascello da 74 cannoni Annibal. Tra il 10 febbraio e il 10 marzo 1808 partecipò alla spedizione di Corfù, agli ordini dell'ammiraglio Honoré-Joseph-Antoine Ganteaume. Il 1º ottobre dello stesso anno assunse il comando del vascello da 74 cannoni Donawerth, mantenendo tale incarico fino al 30 giugno 1814 quando fu definitivamente sbarcato. Il 14 agosto 1814, insieme a molti altri capitani di vascello, era stato nominato cavaliere di San Luigi dal re Luigi XVIII. Ammesso al pensionamento il 1º agosto 1814, reso esecutivo da un decreto del 22 dicembre dello stesso anno, fu nominato Contrammiraglio a titolo onorario, e ricevette una pensione di 2.400 franchi. Nonostante avesse fatto atto di fede alla restaurazione borbonica, il suo grado fu nuovamente confermato dal ministro della Marina Denis Decrès durante i Cento giorni con decreto del 4 maggio 1815. Si spense a Tolone (Var), in Rue Bonaparte 25, proprio quel giorno.

### Periodici
- Giuliano da Frè, Il vallo di legno, in RID-Rivista Italiana Difesa, No.10, Chiavari, Giornalistica Riviera Soc. Coop. a.r.l., ottobre 2005,  pp. 82-97.
- (FR) Trafalgar, Reading et Saint Cloud, in Le Navigateur, vol. 1, No.10, Paris, Hippolyte Souverain Éditeur, 1834,  pp. 82-97.